# بيني كيم
بيني كيم (بالإنجليزية: Benny Kim)‏ هو عازف كمان أمريكي، ولد في 14 أغسطس 1962.

## وصلات خارجية
- بيني كيم على موقع ميوزك برينز (الإنجليزية)
- بيني كيم على موقع أول ميوزيك (الإنجليزية)
- بيني كيم على موقع ديسكوغز (الإنجليزية)